# 마츠 순딘
마츠 요한 순딘(스웨덴어: Mats Johan Sundin, 1971년 2월 13일 ~ )은 스웨덴의 은퇴한 아이스하키 선수로. 포지션은 센터이다. 현역 시절에는 내셔널 하키 리그(NHL)의 토론토 메이플리프스와 밴쿠버 커넉스에서 뛰었다.